# Collégiale Saint-Siméon
La collégiale Saint-Siméon (en allemand : Simeonstift) est une ancienne collégiale à Trèves à proximité de la Porta Nigra, porte romaine de la ville. Elle porte le nom du moine grec Siméon de Trèves.

## Historique
La collégiale a été fondée en 1035. Siméon de Trèves s'installe en ermite dans la Porta Nigra après 1028. Selon la légende, il s'y était emmuré. Après sa mort le 1er juin 1035, il fut enterré au rez-de-chaussée et probablement canonisé à Noël de la même année. Le Simeonstift a été construit en son honneur et l'ancienne porte a été transformée en une église double. Une charte fondatrice de la collégiale par l'archevêque de Trèves, Poppo von Babenberg, n'a pas survécu et n'a probablement jamais existé. Cependant, des recherches plus récentes supposent que la fondation de la collégiale a eu lieu peu après la canonisation de Siméon. L'aile nord préservée du monastère date de 1040 selon les découvertes dendrochronologiques. Un premier document fiable est un document de 1048 qui prouve l'existence d'un prévôt et témoigne donc d'une constitution fondatrice d'une collégiale existante.
En 1098, l'empereur Heinrich IV confirma tous ses biens à la collégiale Saint-Siméon et énuméra plus de soixante biens et droits par leur nom.
La conversion de la Porta Nigra en un complexe à double église, qui a eu lieu dans le cadre de la fondation du monastère, a été annulée sur ordre de Napoléon en 1804. Depuis, la porte de la ville éventrée est dans son état gallo-romain d'origine. De l'extérieur, seul le chœur roman à l'est témoigne du fait qu'une imposante église s'y dressait autrefois.
La collégiale fut supprimée en 1802. Au XXIe siècle, elle accueille le Stadtmuseum Simeonstift Trier.

## Architecture

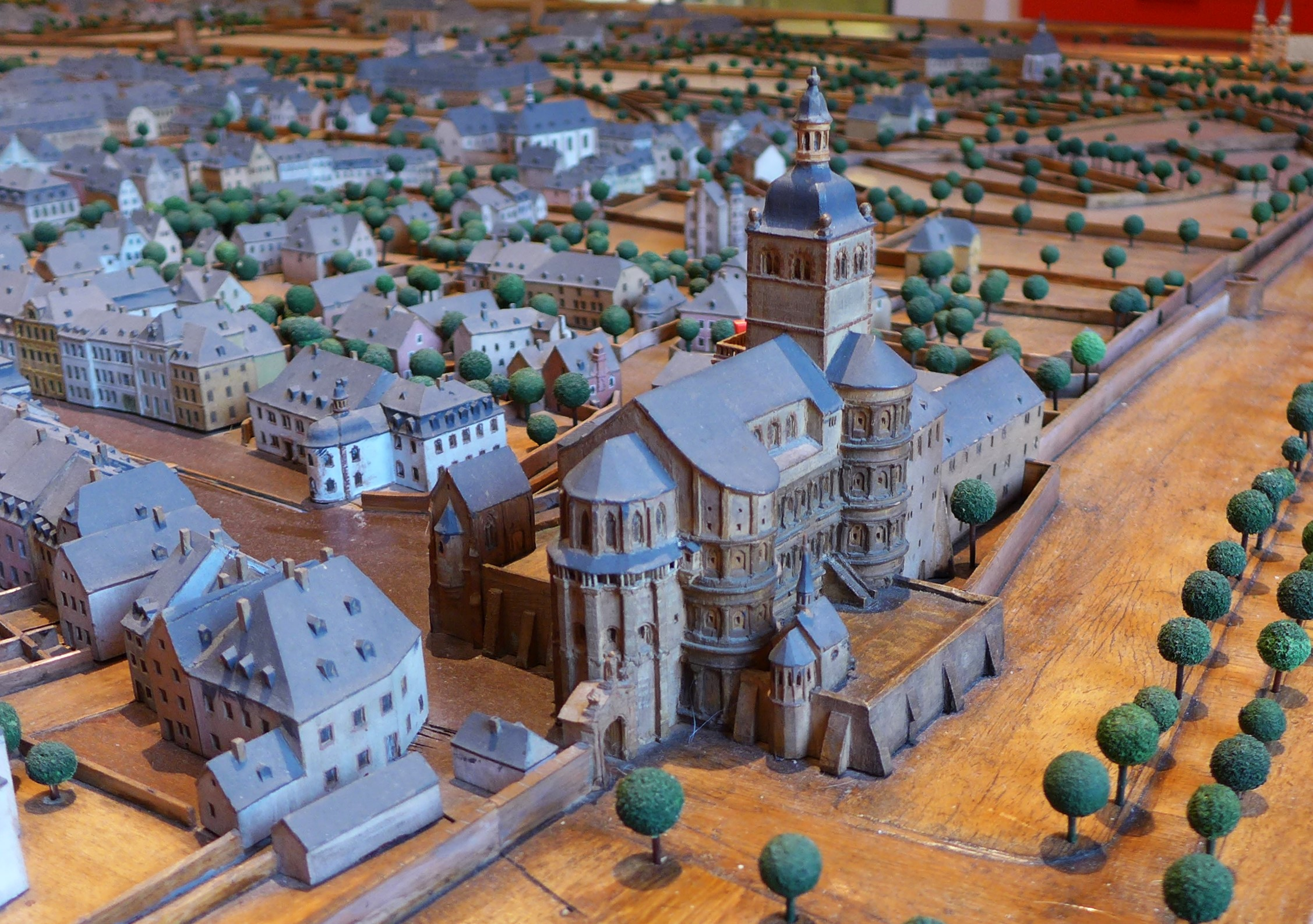
Maquette de la collégiale vers 1800 avec vue sur l'église depuis le nord-est
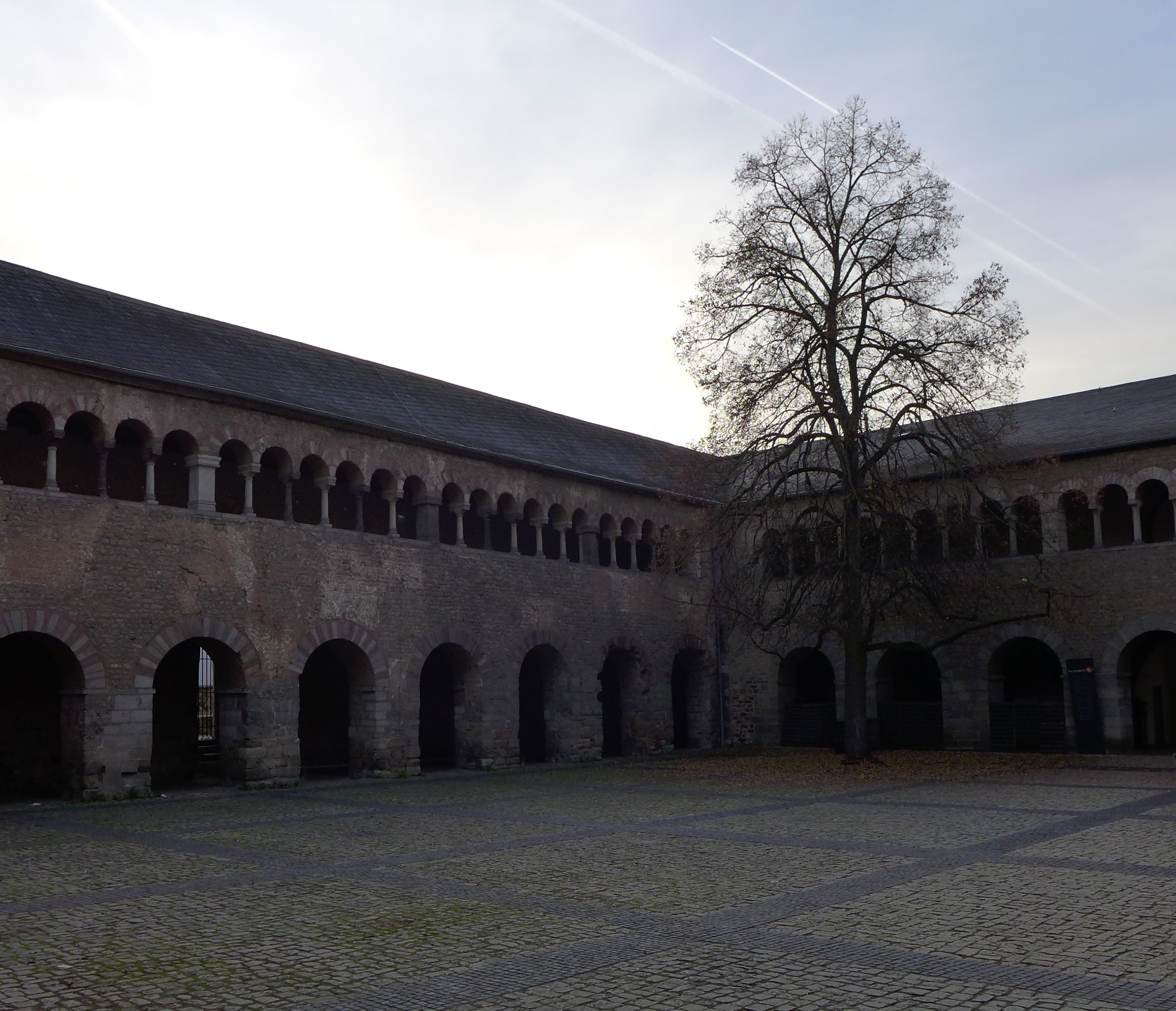
Cloître, coin ouest
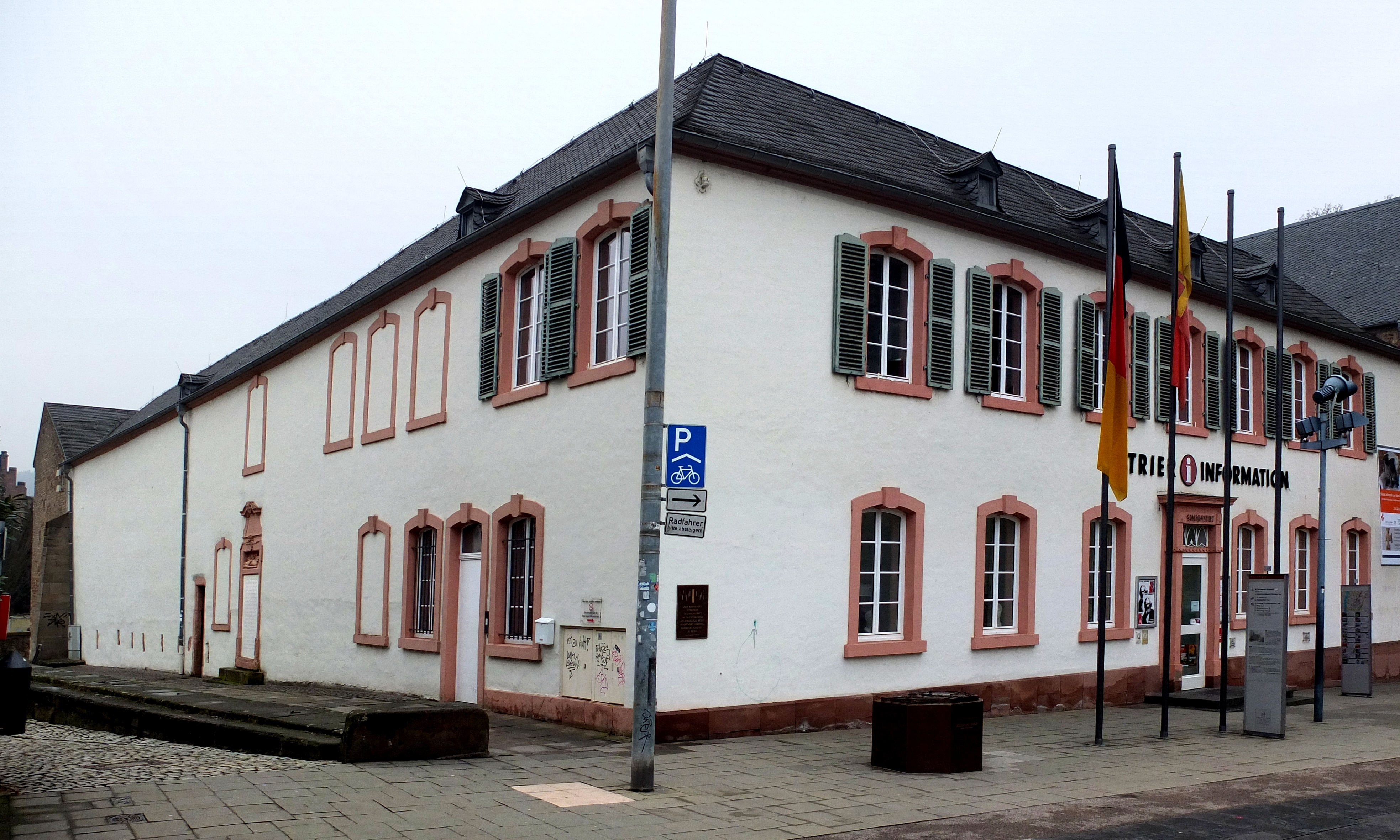
Vue du sud
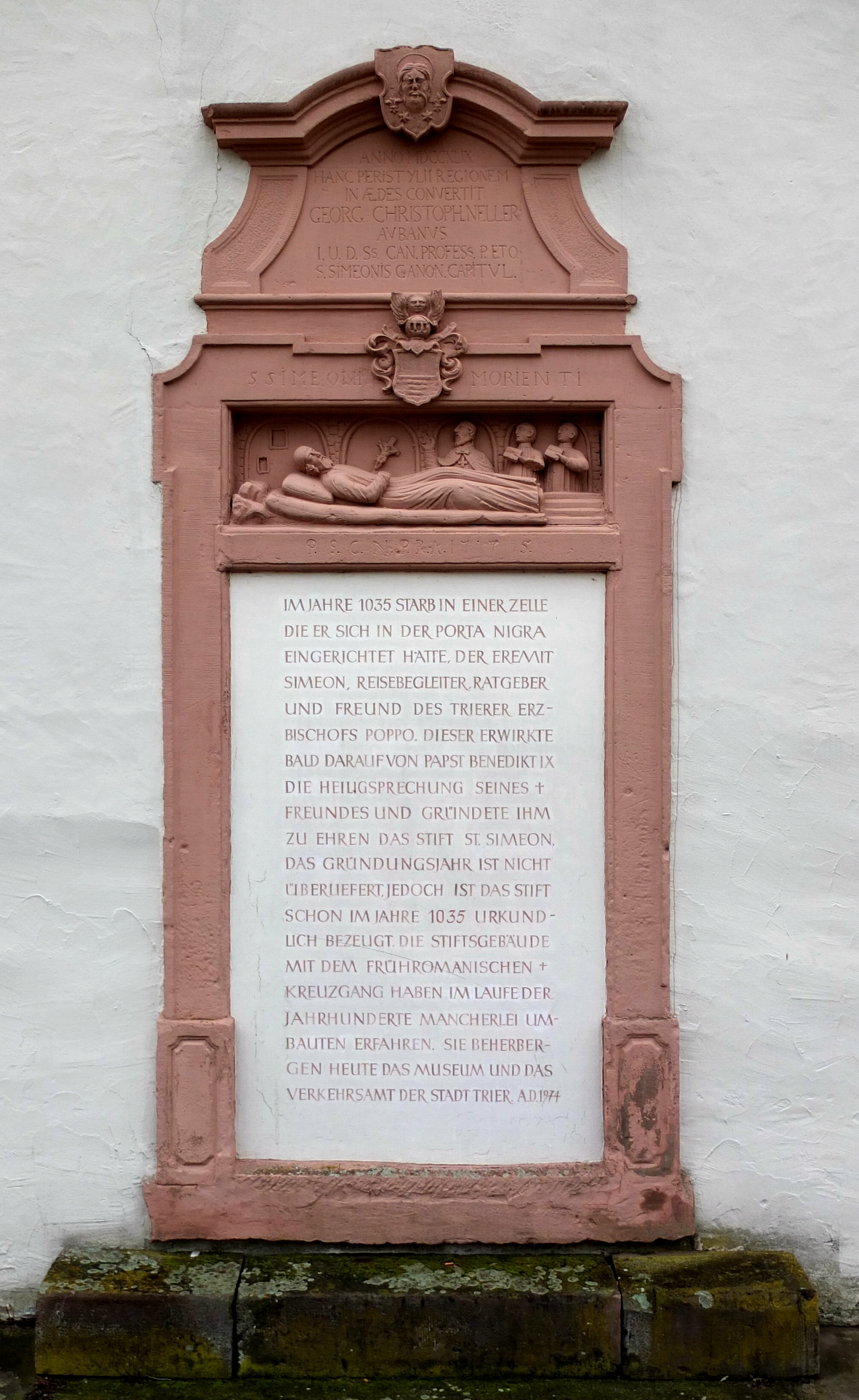
Pierre commémorative de saint Siméon dans le mur extérieur sud-ouest